# Jan Czarnkowski (zm. 1618/1619)
Jan Czarnkowski (zm. 1618/1619) – kasztelan santocki i międzyrzecki.

## Rodzina
Syn Wojciecha, kasztelana rogozińskiego i śremskiego oraz Barbary Górki. Brat: Andrzeja (zm. 1618), kasztelana kamieńskiego, nasielskiego, rogozińskiego i kaliskiego, Piotra (zm. 1609), podkomorzego poznańskiego i Stanisława (zm. po 1633 roku).
Dwukrotnie żonaty. Pierwszą żonę Katarzynę Łazińską, poślubił przed 1595 roku. Druga żona Zofia Herburt (1570-1631). Z małżeństw urodziła się Anna, po mężu Padniewska, Sędziwój, starosta drahimski, pyzdrski i międzyrzecki i Stanisław (zm. 1637), dworzanin królewski. 

## Pełnione urzędy
Pełnił urząd kasztelana santockiego od 1597 roku. Od 1602 roku piastował stanowisko kasztelana międzyrzeckiego. Dostarczył oddział zbrojny do króla Szwecji Zygmunta III Wazy w 1592 roku. Był starostą drahimskim.